# 高雄東警察署
高雄東警察署，是台灣日治時代高雄市的警察署，位在前金，所在地為現高雄市政府消防局第一大隊前金消防分隊。

## 簡介
高雄東警察署設立於1944年5月12日，管轄高雄市東部，署長由警視任之。高雄市其餘區域由高雄西警察署、高雄水上警察署管轄。

## 管轄區域
以下是昭和19年（1944年）高雄東署直轄和轄下警察官吏派出所（以下簡稱派出所）管轄區域一覽。
| 名稱         | 位置   | 受持區域                         |
| ------------ | ------ | -------------------------------- |
| 直轄         | 前金   | 前金、大港埔                     |
| 三塊厝派出所 | 三塊厝 | 三塊厝、大港                     |
| 覆鼎金派出所 | 本館   | 本館、灣子內、獅頭、覆鼎金、菜公 |
| 苓雅寮派出所 | 苓雅寮 | 苓雅寮、過田子、戲獅甲           |
| 林德官派出所 | 林德官 | 林德官、五塊厝、籬子內           |
| 草衙派出所   | 草衙   | 草衙、佛公、前鎮                 |